# Ландыш
Ла́ндыш (лат. Convallária) — монотипный либо олиготипный род однодольных растений семейства Спаржевые (Asparagaceae).
Как правило, считается монотипным родом с единственным видом Ландыш майский (Convallaria majalis). Однако в некоторых таксономических классификациях выделяются два других вида — ландыш Кейзке и ландыш горный.
Ранее род включали в семейство Лилейные (Liliaceae) или выделяли в отдельное семейство Ландышевые (Convallariaceae); в классификации APG II (2003) род был включён в семейство Иглицевые (Ruscaceae). По состоянию на 2013 год в большинстве международных баз данных род Ландыш входит в состав семейства Спаржевые (Asparagaceae).

## Название
Научное (латинское) название было дано роду Карлом Линнеем на основе латинского названия растения, Lilium convallium («лилия долин»). Английское название — Lily of the Valley (или Lily-of-the-Valley) — калька с латинского.
В русский язык слово «ландыш», по-видимому, было заимствовано из польского и, вероятно, происходит от древнепольского łanie uszko («ушко лани»). Другие русские названия — ландышки, сорочка, молодило, молодильник, виновник.

## Таксономия
Традиционно род рассматривается как монотипный, состоящий из одного вида — ландыш майский. Разновидности последнего, которые иногда выделяются в самостоятельные виды, имеют географическую обособленность от номинальной разновидности, при этом их морфологические особенности выражены слабо.
По данным «The Plant List», в роду выделяются три биологических вида:
- Ландыш майский (Convallaria majalis L., 1753) — главным образом Европа, Кавказ
- Ландыш Кейзке (Convallaria keiskei Miq., 1867) — северная и восточная Азия
- Ландыш горный (Convallaria montana Raf., 1840) — США